# (2748) Patrick Gene
(2748) Patrick Gene est un astéroïde de la ceinture principale.

## Description
(2748) Patrick Gene est un astéroïde de la ceinture principale. Il fut découvert le 5 mai 1981 à l'Observatoire Palomar par Carolyn S. Shoemaker. Il présente une orbite caractérisée par un demi-grand axe de 2,81 UA, une excentricité de 0,14 et une inclinaison de 4,2° par rapport à l'écliptique.

## Compléments